# Hermogène (philosophe)
Pour les articles homonymes, voir Hermogène.
Hermogène (en grec ancien Ἑρμογένης) est un philosophe grec du Ve siècle av. J.-C., disciple de Parménide et Socrate, ami de Xénophon. Diogène Laërce dit qu’il fut l’un des maîtres de Platon

## Biographie

### Famille
Issu du lignage aristocratique des Kérykes, son père est le général athénien Hipponicos III, étant un fils illégitime, il n’héritera rien de la fortune de son demi-frère Callias III, et sera pauvre toute sa vie,

### Philosophie
Il est le narrateur historique de la fin de Socrate à Xénophon, son condisciple, et l’Apologie de Socrate est basée sur son témoignage. Il est le narrateur du Banquet de Xénophon, est cité plusieurs fois dans les Mémorables, où Xénophon le représente comme un ami dévoué et un serviteur fidèle. Pieux, il est recommandé par Socrate à ses amis et digne de toute leur confiance, il est mis en scène par Platon dans le Cratyle et dans le Phédon. 

### Ambassade en Perse
En 392 av. J.-C., il est ambassadeur en Perse auprès du roi Artaxerxès II (404 - 358 av. J.-C.).[réf. nécessaire]

## Sources
- Luc Brisson (dir.) et Monique Dixsaut (trad. du grec ancien), Phédon : Platon, Œuvres complètes, Paris, Éditions Flammarion, 2008 (1re éd. 2006), 2204 p. (ISBN 978-2-08-121810-9).
- Luc Brisson (dir.) (trad. du grec ancien par Catherine Dalimier), Cratyle : Platon, Œuvres complètes, Paris, Éditions Flammarion, 2008 (1re éd. 2006), 2204 p. (ISBN 978-2-08-121810-9).
- Pierre Chambry (dir.) (trad. Pierre Chambry), Xénophon. Œuvres complètes : Les Helléniques. L'Apologie de Socrate. Les Mémorables., t. III, Garnier-Flammarion, 1967 (1re éd. 1967).
- (grc + fr) Xénophon (trad. François Ollier), Le Banquet. Apologie de Socrate., Les Belles Lettres, 2014 (1re éd. 1961) (ISBN 978-2-251-00334-4).
- Vies, doctrines et sentences des philosophes illustres de Diogène Laërce